# Армия бутанских тигров
Армия бутанских тигров — вооружённое крыло Коммунистической партии Бутана (марксистско-ленинско-маоистской).
Правительство Бутана считает, что за волной взрывов 2008 года стоит Армия бутанских тигров, компартия и Единый революционный фронт Бутана.